# 营城子街道 (大连市)
营城子街道，是中华人民共和国辽宁省大連市甘井子區下辖的一个乡镇级行政单位。

## 行政区划
营城子街道下辖以下地区：
营城子村、大黑石村、双台沟村、金龙寺沟村、郭家沟村、东小磨子村、西小磨子村、对门沟村、沙岗子村、后牧城驿村和前牧城驿村。